# Creed Humphrey
Creed Humphrey (Shawnee, 28 giugno 1999) è un giocatore di football americano statunitense che milita nel ruolo di centro per i Kansas City Chiefs della National Football League (NFL).

## Carriera

### Kansas City Chiefs
Humphrey al college giocò a football a Oklahoma. Fu scelto nel corso del secondo giro (63º assoluto) del Draft NFL 2021 dai Kansas City Chiefs. Debuttò come professionista partendo come titolare nella gara del primo turno contro i Cleveland Browns. A fine stagione inserito nella formazione ideale dei rookie dalla Pro Football Writers Association dopo avere disputato tutte le 17 partite come titolare.
Nel 2022 Humphrey fu convocato per il suo primo Pro Bowl e inserito nel Second-team All-Pro. Il 12 febbraio 2023, nel Super Bowl LVII vinto contro i Philadelphia Eagles per 38-35, partì come titolare, conquistando il suo primo titolo. L'anno successivo fu nuovamente convocato per il Pro Bowl e i Chiefs bissarono il titolo battendo i San Francisco 49ers nel Super Bowl LVIII.
Il 22 agosto 2024 Humphrey firmò un rinnovo contrattuale quadriennale del valore di 72 milioni di dollari che lo rese il centro più pagato della lega. A fine stagione fu convocato per il suo terzo Pro Bowl e inserito nel First-team All-Pro.

## Palmarès

### Franchigia
- Super Bowl : 2

Kansas City Chiefs: LVII, LVIII
- American Football Conference Championship: 3

Kansas City Chiefs: 2022, 2023, 2024

### Individuale
- Convocazioni al Pro Bowl: 3

2022, 2023, 2024
- First-team All-Pro: 1

2024
- Second-team All-Pro: 1

2022
- PFWA All-Rookie Team - 2021